# Japonská kuchyně
Japonská kuchyně (japonsky:日本料理) je styl vaření typický pro Japonsko. Základními ingrediencemi japonské kuchyně jsou rýže, zelenina, ryby a mořské plody. Japonské pokrmy jsou často připravené z čerstvých ingrediencí s minimální tepelnou úpravou, podávané studené nejčastěji s rýží. Některé pokrmy se tepelně upravují, nejčastěji vařením, dušením či smažením. Jídlo se dochucuje různými dochucovadly (zázvor, wasabi, sójová omáčka), velmi ceněnou chutí je umami (japonsky:うま味).

## Příprava jídla
Japonci si velmi potrpí na dobré jídlo, na vzhled pokrmů a na harmonické propojení jednotlivých ingrediencí. Jídlo připravují zásadně z čerstvých a kvalitních surovin. V dobrých restauracích bývají pokrmy uměleckými díly a jsou servírovány v barevně sladěných nádobách.

## Hlavní potraviny

### Mořské ryby a mořské plody

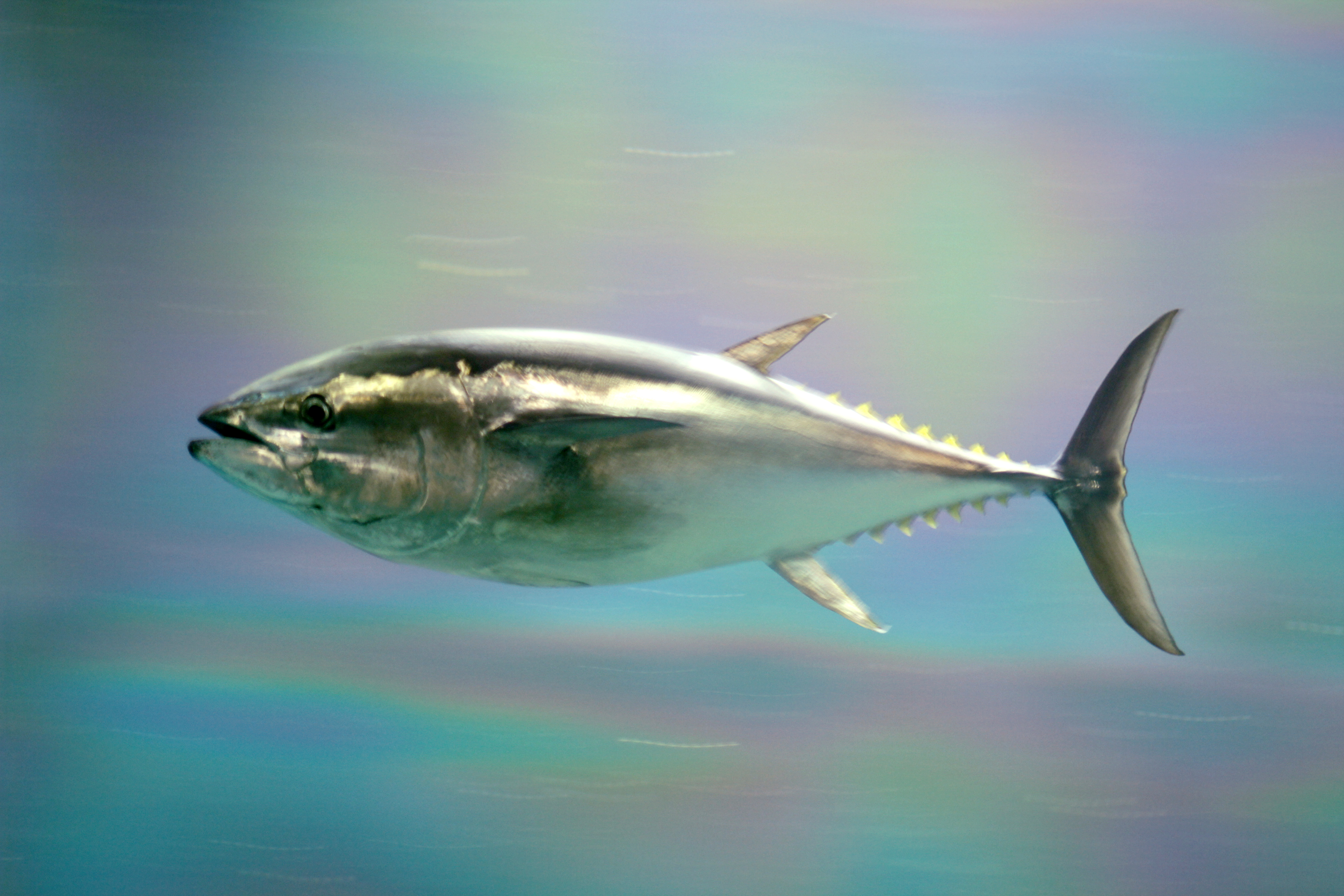
Tuňák

Japonsko jako ostrov v moři má svou kuchyni založenou především na rybách a mořských plodech. Běžně konzumují na 3000 druhů ryb. Některé ryby jsou pro nás prakticky neznámé. Připravují je na všechny možné způsoby - syrové jako suši nebo sašimi (tenké syrové plátky rybího masa), vařené, grilované, smažené nebo naložené do octa. Japonská kuchyně má v oblibě tuňáka a rozlišuje malého tuňáka (kacuo) a většího (maguro). Sytě oranžové maso má mořský ježek (uni), sladkovodní úhoř (unagi) nebo mořský úhoř (anago). Oblíbený je také platýz (hirame), pražma (tai) nebo mořský ďas (anko), jehož játra se nakládají do octa.
Na podzim je loven chlupatý krab (kegani), ten se většinou pomalu vaří ve vodě a ochucuje kyselou omáčkou sanize. Krevety (ebi) a různé druhy chobotnic jsou nabízeny všude. Grilovaná chobotnice, která vypadá jako kuličky zalité speciální omáčkou, se nazývá takoyaki. Různé druhy mušlí, nejčastěji kaki, jsou podávány dušené v rýži a pokrm se nazývá kakimuši.
Prudce jedovatá a nevzhledná ryba fugu je v Japonsku legendou. Má velmi lahodnou chuť, ale v jejich játrech a vaječnících jsou obsaženy smrtelně jedovaté toxiny. Připravují ji jenom kuchaři se státními zkouškami.

### Maso
Maso nebylo v Japonsku konzumováno do roku 1872, kdy byl zrušen zákaz jeho konzumace, jako součást reforem Meidži. Od té doby se Japonci naučili připravovat mnoho vynikajících masitých specialit. Proslulý je hovězí steak z Kóbe, je to nejdražší hovězí na světě a jeho vývoz z Japonska je přísně zakázán. Dostupnějším pokrmem z hovězího masa je sukiyaki, tenké plátky hovězího, které se nejprve orestují a pak promíchají s tenkými nudlemi, houbami a listovou zeleninou. Japonci připravují i drůbeží maso, například kuřecí špíz jakitori s pikantní omáčkou. Smažené vepřové kotlety připravují jako specialitu tonkacu.

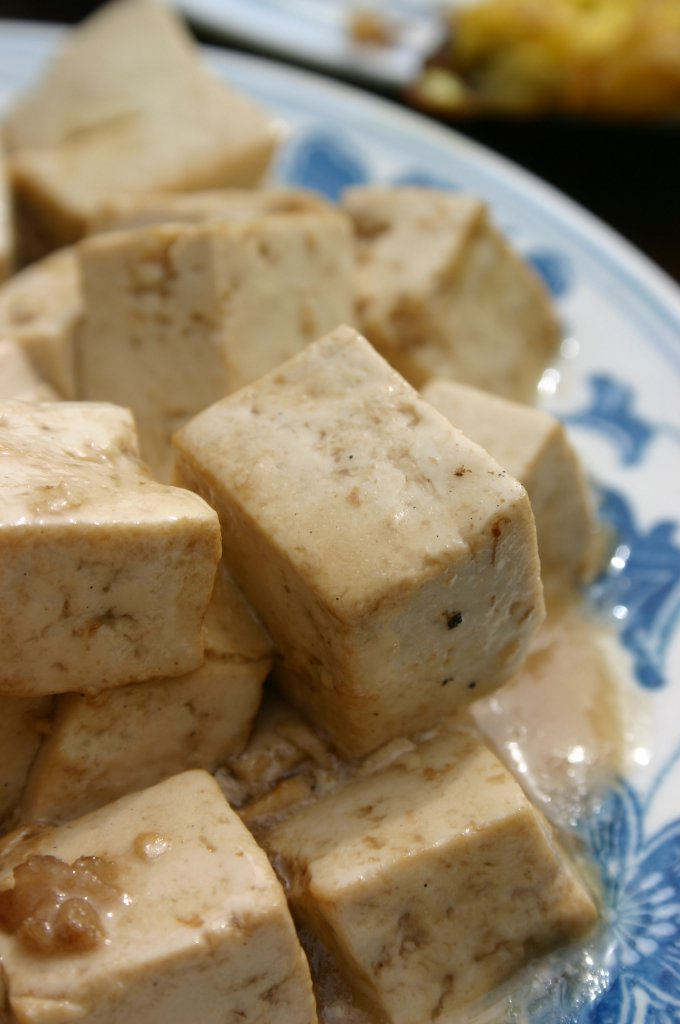
Kostičky tofu

### Rýže
Základem japonské kuchyně je rýže. Je to speciálně vyšlechtěná krátkozrnná rýže s vysokou lepivostí. Japonci používají dva druhy rýže - močigome (lepkavá) a častěji uručimai (nelepkavá). Obě mají lepivější konzistenci než rýže používaná v Česku.

### Sója
Další nezbytnou potravinou Japonců je sója, kterou jedí jako uvařené sójové boby. Vynikající jsou také vařené osolené zelené sójové lusky (edamame). Dále ji konzumují ve formě sójového tvarohu tofu, sraženiny ze sójového mléka. Fermentací sójových bobů a obilnin vzniká důležité dochucovadlo - hustá pasta miso. Velmi známá po celém světě je sójová omáčka.

### Nudle

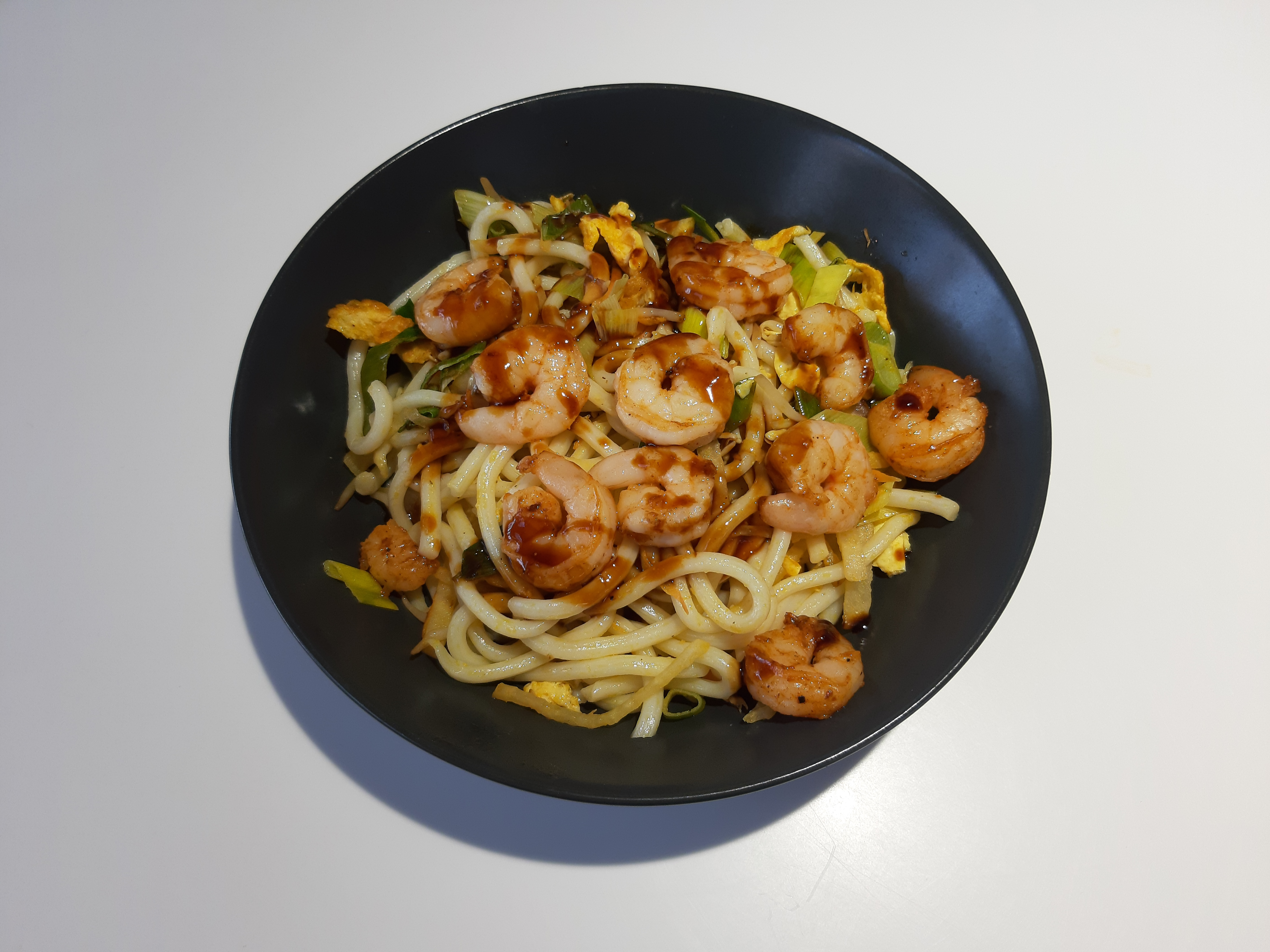
Nudle udon

Nudlové pokrmy jsou v Japonsku velmi běžné a levné. Jsou tři základní typy nudlí - soba, udon a rámen.
Soba jsou tenké hnědé pohankové nudle, udon jsou silné nudle z bílé pšeničné mouky. Nudle rámen jsou vaječné a jsou původem z Číny. Nudle připravují Japonci na stovky různých způsobů. Oblíbené jsou v silném vývaru s plátky kacuobuši, fermentovaným sušeným uzeným tuňákem. Mohou se jíst i studené, pak se pokrm nazývá zaru-soba, zaru-udon nebo zaru-rámen.

### Zelenina

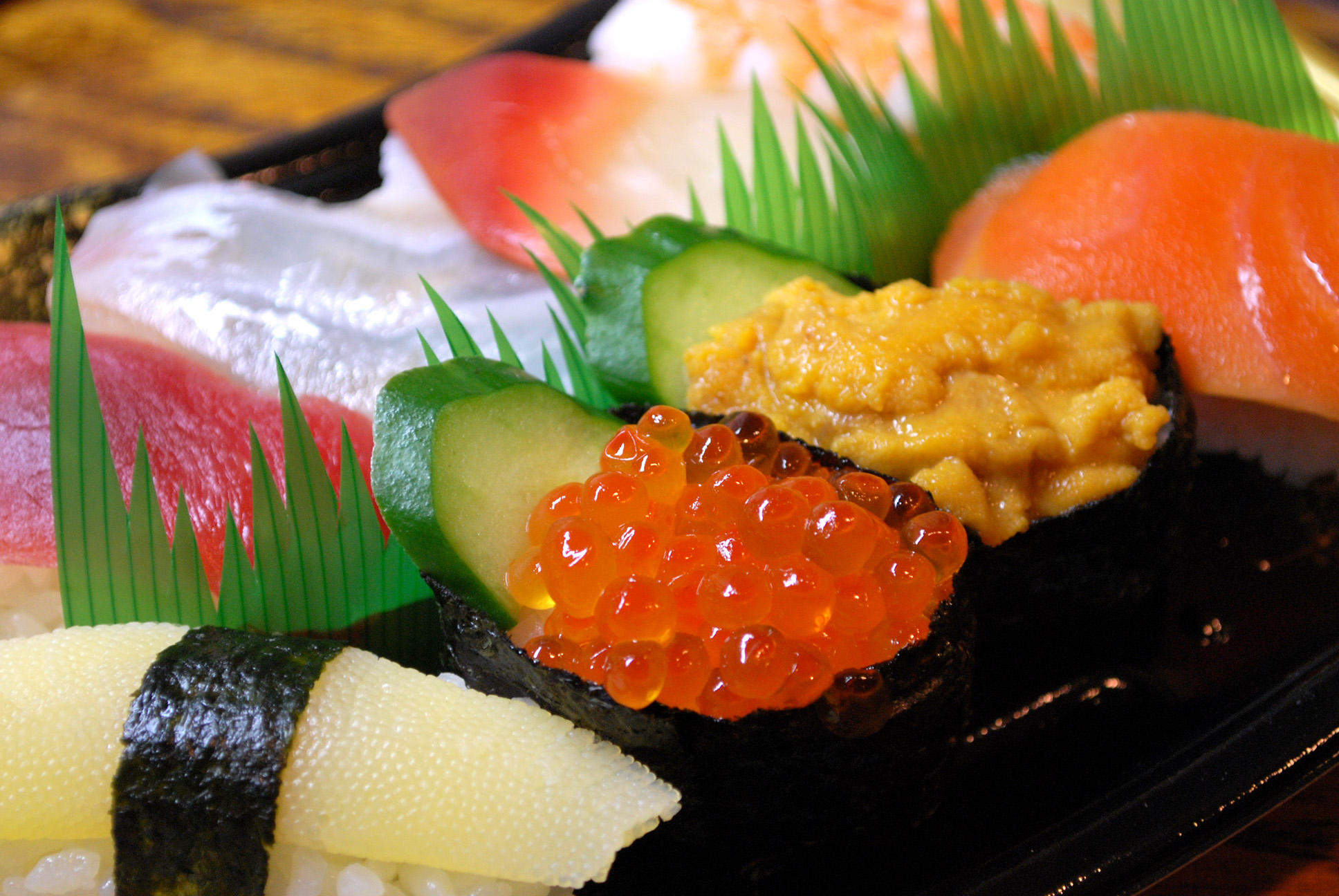
Variace Suši se zeleninou

Japonci konzumují prakticky ke každému pokrmu čerstvou nebo nějakým způsobem upravenou zeleninu. Pěstují pro nás mnoho neznámých druhů zeleniny a ovoce. Oblíbený je zelený japonský křen wasabi, který se konzumuje čerstvý, jako pasta nebo v prášku. Nakládaná zelenina cremono podle oblasti obsahuje čínské zelí, ředkve, bambusové výhonky, japonský lilek nasu, zázvor, okurky nebo tuříny. Jsou naložené v soli nebo v kyselém nálevu.
Další oblíbenou zeleninou jsou mořské řasy – nori, wakame a kombu. Z řasy nori připravují tenké plátky, které používají při výrobě suši. Konzumují ji také s nudlemi nebo rýží. Řasa wakame je používána do polévek a salátů. Řasa kombu se používá k ochucování pokrmů.
Japonská švestka, druh plané meruňky, se v Japonsku pojídá ke slaným pokrmům.

### Sladká jídla
Japonci milují sladkost (wagaši), která se připravuje hlavně z rýže. Dále mají v oblibě sladkou pastu anko z červených fazolí azuki. Po jídle však sladkosti příliš nejedí, raději konzumují ovoce, ovocné želé nebo zmrzlinu. Sytě zelenou zmrzlinu vyrábějí z čaje mačča. V oblibě mají také osvěžující sorbet z citronu a zázvoru.